# Kevin Londoño
Kevin Alexander Londoño Asprilla (Bello, 23 novembre 1993) è un calciatore colombiano, centrocampista del Deportivo Pasto in prestito dal Santa Fe.

## Carriera
Ha giocato nella massima serie colombiana.